# Dariusz Klechowski
Dariusz Klechowski (ur. 1966) – polski polonista, dyrektor Instytutu Polskiego w Moskwie (2015–2019).

## Życiorys
Dariusz Klechowski ukończył studia polonistyczne na Wydziale Filologicznym Uniwersytetu Łódzkiego (1991). Uczył w łódzkich szkołach, a następnie był wykładowcą w Syberyjskim Uniwersytecie Federalnym w Krasnojarsku. W latach 2009–2015 odpowiadał za organizację wydarzeń kulturalnych w Rosji i Białorusi w ramach Instytutu Adama Mickiewicza. Od 2015 do 2018 był dyrektorem Instytutu Polskiego w Moskwie.
Zajmuje się twórczością Witolda Gombrowicza i Juliana Stryjkowskiego. Występował także jako aktor w teatrze pantomimy oraz zajmował się reżyserią w teatrze młodzieżowym.